# Hansan-myeon, Seocheon-gun
Hansan-myeon (koreanska: 한산면) är en socken i kommunen Seocheon-gun i provinsen Södra Chungcheong i Sydkorea, 170 km söder om huvudstaden Seoul.